# Domanove, Ratne
Domanove (în ucraineană Доманове) este un sat în comuna Mlînove din raionul Ratne, regiunea Volînia, Ucraina.

## Demografie
Componența lingvistică a localității Domanove
     Ucraineană (98,96%)
     Alte limbi (1,04%)
Conform recensământului din 2001, majoritatea populației localității Domanove era vorbitoare de ucraineană (98,96%), existând în minoritate și vorbitori de alte limbi.